# Мемориальный дом-музей Н. Е. Жуковского
Мемориа́льный дом-музе́й Н. Е. Жуко́вского — дом-музей Николая Егоровича Жуковского, расположенный в селе Орехово (ныне Собинский район Владимирской области). Создан в 1937 году в доме, где 5 (17) января 1847 родился великий русский учёный-механик Николай Егорович Жуковский.

## История
Мемориальный дом-музей Н. Е. Жуковского основан Верой Александровной Жуковской (1893—1955 гг.) 27 марта 1937 года и открыт 1 октября 1938 года в том самом доме, где в 5 (17) января 1847 родился в семье инженера создатель аэродинамики. Основание музея пришлось на 90-летний юбилей Жуковского. В этом доме прошло детство Николая Егоровича, в родную деревню он часто возвращался, будучи уже учёным с мировым именем.
Родная усадьба Николая Жуковского имеет почти четырёхвековую историю.
В 1608 году патриарший сын боярский Василий Петрович Всеволоцкой получил от Патриарха Московского и всея Руси Гермогена пустошь, на которой впоследствии было отстроено небольшое сельцо (барская усадьба с деревенькой). Всеволоцкие (позднее звавшиеся Всеволожскими) владели ореховской вотчиной более двух веков. В 1771 году в Орехове проживали собственными домами: прапорщик Михаил Алексеевич Всеволоцкой с женой Федосьей Фёдоровной (именно их дом, сохранившийся в перестроенном виде до наших дней, был впоследствии приобретён Жуковскими); вдова его четвероюродного брата, синодального дворянина поручика Алексея Васильевича Всеволоцкого, Татьяна Ивановна и её сын Матвей Алексеевич Всеволоцкой, комиссар Государственной Коллегии экономии, с семьёй — женой Евдокией Тимофеевной, сыновьями Алексеем (по всей вероятности, будущий герой Отечественной войны 1812 года генерал-майор А. М. Всеволожский и родился в 1769 году именно в Орехове) и Матвеем. До середины XIX века ореховская вотчина переходила из рук в руки в пределах дворянского рода Всеволожских, пока в 1839 году её не унаследовал дворянин Н. Е. Ляпунов, практически немедленно заложивший усадьбу во Владимирский приказ общественного призрения на 26 лет за 15 тысяч рублей серебром.
Спустя два года, в 1841 году, усадьба была выкуплена в рассрочку родителями Николая Егоровича Жуковского — действительным статским советником Егором Ивановичем Жуковским и его женой Анной Николаевной, урождённой Стечкиной. Кроме самой усадьбы, к Жуковским перешло 112 гектаров земли, 56 крепостных душ и прилегающие к усадьбе пруды и парк. В 1846 году усадьба была капитально перестроена, а в 1911—1912 годах к западному фасаду здания была сооружена пристройка с балконом и террасой.

## Описание

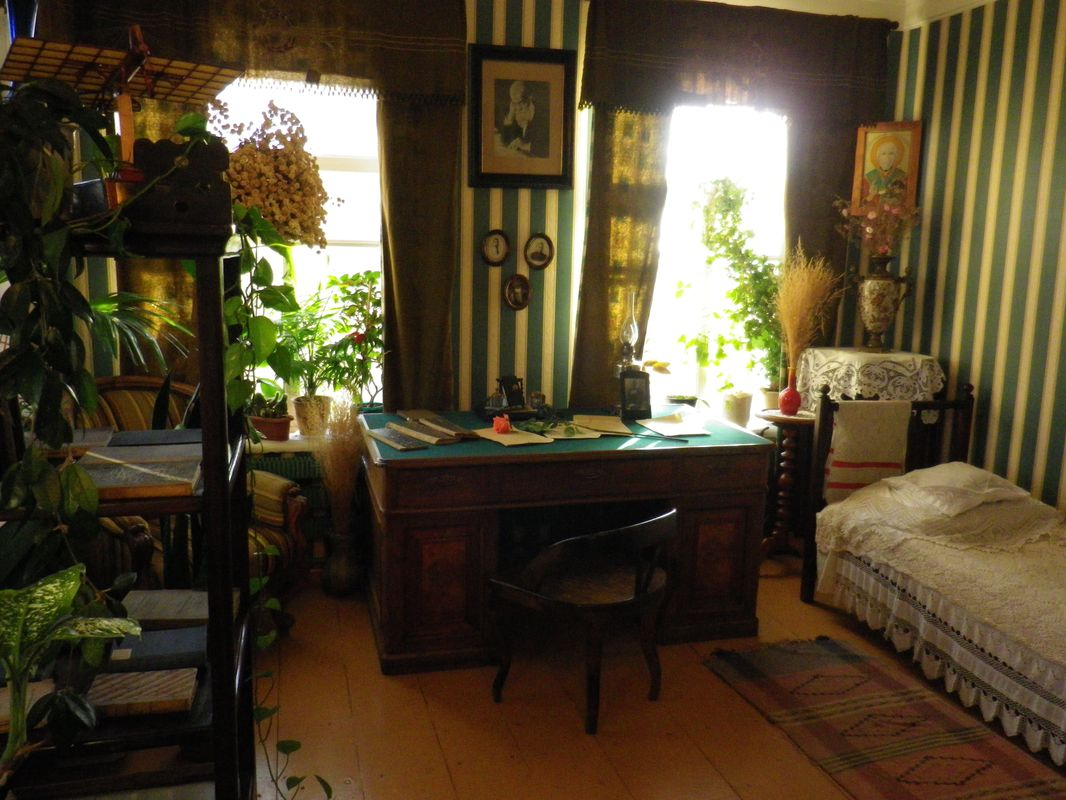
Кабинет Николая Егоровича Жуковского

На настоящий момент усадьба Всеволожских-Жуковских представляет собой старый парк площадью 12 Га, в котором располагаются одноэтажный дом с мезонином, балконами и террасами и два пруда.
Музей разделён на 11 залов, 7 из них отведены под мемориальный комплекс, 4 посвящены научному наследию Жуковского. Проводятся тематические экскурсии — «Жизнь и научная деятельность Жуковского», «История усадьбы Жуковских» и «История развития авиации и космоса». Представляются дополнительные услуги, например, лекторий и кинозал. Кроме того, в усадьбе действует барская гостиная с чаепитием на 50 человек. Общая площадь: экспозиционно-выставочная — 336 м², фондохранилищ — 27м², парковая — 10,8 гектар. Среднее количество посетителей в год — около 11000. В архивах музея 5291 единиц хранения, из них 3284 предметов основного фонда, в том числе, 280 единиц — начала XIX века, 14 единиц — фотодокументы конца XIX — начала XX веков и 3 единицы — научно-техническая документация XIX — начала XX веков. Самые ценные из них — уникальная коллекция личных вещей семьи Жуковских, коллекция книг — библиотека семьи Жуковских и коллекция марок по теме «Авиация» и «Космос» — 1147 ед.
В 3 километрах от Орехово, у церкви Ильи Пророка бывшего погоста Санницы, что на Ворше (с. Глухово), расположен некрополь дворянских родов Всеволожских и Жуковских.

### Легенда
Существует легенда об основании музея: после смерти Николая Жуковского усадьбу занимала его сестра — Вера Александровна с дочерью. На приусадебном пруду по ночам появлялся силуэт женщины, исчезающей на середине пруда. После того, как по желанию Веры Жуковской пруд почистили, на его дне был обнаружен полный драгоценностями сундук. Вера Александровна сдала клад государству, за что и были выделены деньги на открытие музея.

## Расположение
Из Москвы до мемориального дома-музея можно добраться любым автобусом горьковского направления. Музей открыт для посещения все дни недели, кроме понедельника, с 10 часов утра до 18 часов вечера. Недалеко от музея находится гостиница для иногородних посетителей.
- Адрес: 661231, Владимирская область, Собинский район, деревня Орехово.
- Телефон: (49242) 5-5546

## Памятные даты музея
Как у любого музея с длинной историей, у мемориального дома-музея Н. Е. Жуковского есть свои памятные даты, по которым ежегодно проводятся праздничные мероприятия. В первую очередь это даты основания — 27 марта 1937 года и открытия музея — 1 октября 1938 года. Кроме этого особые мероприятия проводятся 18 мая (международный день музеев), 12 апреля (день космонавтики), 17 января (день рождения Николая Егоровича Жуковского), 17 марта (день памяти Николая Егоровича) и 8 июля (День Петра и Февронии). Специальные праздничные программы проводятся на Троицу, Масленицу, Крещение и под Новый год.